# Henry van de Velde
Henry Clement van de Velde (Antwerpen, 3. travnja 1863. – Zürich, 25. listopada 1957.), belgijski slikar, arhitekt i dizajner. Zajedno s Victorom Hortom i Paulom Hankarom, bio je jedan od osnivača i vodećih umjetnika secesije (grupa "1900"), pobornik estetike funkcionalizma u teoriji i praksi. Svoj umjetnički život proveo je većinom u Njemačkoj gdje je odlučujuće utjecao na njemačku arhitekturu i dizajn početkom 20. stoljeća. Jedan je od osnivača udruženja "Deutscher Werkbund", koje je izvršilo odlučan utjecaj na razvoj moderne arhitekture i primijenjene umjetnosti. Osobito na djelovanje Bauhausa u Weimaru.

## Život i djelo
Van de Velde je studirao slikarstvo u Antwerpenu u klasi Charlesa Verlata, te u Parizu uklasi Carolus-Durana. Kao mladića na njega je snažno utjecalo slikarstvo Paula Signaca i Georgesa Seurata, te je brzo prihvatio njihov pointilistički postimpresionizam. Od 1889. godine bio je pripadnikom belgijske skupine slikara pod nazivom "1900". Nakon što je vidio izložbu Van Gogha, on je postao njegovim prvim sljedbenikom. Tada se sprijateljio sa slikarom Van Rysselbergheom i kiparom Meunierom. Od 1892. godine napušta slikarstvo i potpuno se posvećuje dizajnu interijera.
Njegova kuća Bloemenwerf u Ukkelu je bio njegov prvi pokušaj arhitekture inspiriran britanskim umjentičkim pokretom Arts and Crafts. Također je 1895. godine uredio interijer utjecajne galerije Samuela Binga u Parizu, "L'Art Nouveau", po kojoj je umjetnički stil art nouveau dobio ime.
Na prijelazu stoljeća uredio je vilu Leuring u Nizozemskoj i vilu Esche u Chemnitzu, ali kako su njegova djela dobro primljena u Njemačkoj, sve je više radio tamo. Dizajnirao je interijer Folkswang muzeja u Hagenu, a 1905. godine pozvao ga je Nadvojvoda Weimara da uspostavi Vojvodsku školu umjetnosti i obrta u Weimaru koja će postati prethodnicom Bauhausa.
Iako Belgijanac, van De Velde je odigrao ključnu ulogu u njemačkom pkretu "Deutche Werkbund", udruženju za promidžbu njemačkog dizajna i povezivanje umjetnika i industrijske proizvodnje. Tada izvodi unutrašnje uređenje muzeja u Hagenu i Werkbundtheater u Kölnu. Suprotstavit će se Hermannu Muthesiusu na sastanku Werkbunda 1914. godine i njihov sukob će označiti prekretnicu u modernoj arhitekturi. Van de Velde je zastupao važnost individualnosti arhitekta, dok see Muthesis zalagao za standardizaciju kao ključa razvoja.
Tijekom Prvog svjetskog rata, van de Velde je napustio Weimar i jedno vrijeme radio u Švicarskoj i Nizozemskoj gdje je dizajnirao muzej Kröller-Müller (Otterlo), da bi se naposljetku vratio u rodnu Belgiju. Bio je ključnom figurom u oasnutku, danas prestižne, Škole za arhitekturu i umjetnost La Cambre u Bruxellesu 1926. godine. Od 1926. do 1936. radio je kao profesor na Ghentskom sveučilištu gdje je izgradio Sveučilišnu knjižnicu, tzv. "Toranj knjiga" (Boekentoren). Nastavio je svoj dizajnerski i arhitektonski rad koji se uvelike udaljio od art nouveau izraza. U to vrijeme nadgledao je djelovanje velikog belgijskog arhitekta, Victora Bourgeoisa.

## Galerija
- Stolica Henryja van de Veldea iz 1895. godine
- Vila Hohenhof u Hagenu (1907.-8.)
- Škola umjetničkih zanata u Weimaru (1908.)
- Boektoren u Gentu (1933.-38.)

## Vanjske poveznice
- Van de Velde - kronološka biografija